# Frido Gast
Friedrich-Wilhelm „Frido“ Gast (* 9. Januar 1929; † 7. Juni 2018) war ein deutscher Handballspieler und -trainer.

## Karriere
Gast spielte in seiner gesamten Karriere beim TV Sachsenroß Hille als Mittelstürmer und erreichte mit dem Verein unter anderem das Endspiel um die Westfalenmeisterschaft 1957, das gegen den SV Westerholt knapp mit 4:5 verloren wurde. Bei dem Endrunden-Turnier wurde Gast zudem Torschützenkönig.
Von 1967 bis 1969 war er außerdem Trainer der Mannschaft.
Am 30. September 1956 bestritt er gegen die Schweiz sein erstes von insgesamt zwei Feldhandball-Länderspielen für die Bundesrepublik Deutschland und wurde somit zum ersten Nationalspieler des TV Sachsenroß Hille.

## Sonstiges
Gast war selbstständiger Kaufmann und hatte mit seiner Frau zwei Söhne. Einer von beiden, der auch Friedrich-Wilhelm heißt – zur besseren Unterscheidung allerdings Fido Gast oder zunächst Frido Gast jun. genannt wurde – hat ebenfalls zwei Länderspiele für die Bundesrepublik Deutschland bestritten.
Am 7. Juni 2018 verstarb Frido Gast.